# Unipotentnost
Unipotentnost je v matematiki lastnost, ki jo pripisujemo elementom kolobarja {\displaystyle R\,} tako, da so vsi {\displaystyle r-1\,} nilpotentni elementi. To pomeni, da je potenca {\displaystyle (r-1)^{n}\,} enaka 0. 
Unipotentna algebrajska grupa je tista, ki ima samo unipotentne elemente. 
Izraz se uporablja tudi v biologiji in medicini, kjer pa ima popolnoma drugi pomen.